# Bureau of Justice Statistics

Logotyp för Bureau of Justice Statistics.

Bureau of Justice Statistics (förkortning: BJS) är en myndighet inom USA:s justitiedepartement som sorterar under Office of Justice Programs. 
BJS.s syfte är att samla in och sammanställa statistik om rättsväsendet i USA på såväl federal som delstatlig nivå för att ge beslutsfattare användbar information. BJS för officiell statistik bland annat om brott, brottsoffer, förövare och polisväsendet.
Bureau of Justice Statistics bildades 1979 i enlighet med Justice Systems Improvement Act of 1979. Chefen för BJS utses av USA:s president, med "råd och samtycke av USA:s senat och står under USA:s justitieminister.